# Andrea Consigli
Andrea Consigli, né le 27 janvier 1987 à Milan en Italie, est un footballeur italien qui évolue au poste de gardien de but.

## Biographie

### En club
Né à Milan en Italie, Andrea Consigli est formé par l'Atalanta Bergame. Il commence toutefois sa carrière à l'SS Sambenedettese, en Serie C, où il est prêté lors de la saison 2006-2007.
Lors de la saison 2016-2017, il participe à la phase de groupe de la Ligue Europa avec l'équipe de l'US Sassuolo (cinq matchs joués). Son équipe enregistre notamment une victoire à domicile face à l'Athletic Bilbao.
Le 3 novembre 2021, Consigli prolonge son contrat avec Sassuolo jusqu'en juin 2024.

### En équipe nationale
Avec les espoirs, il participe à deux reprises au championnat d'Europe espoirs, en 2007 puis en 2009. Lors de l'édition 2007 organisé aux Pays-Bas, il officie comme gardien remplaçant et ne joue aucun match. L'Italie se classe cinquième de ce tournoi. Lors de l'édition 2009 organisé en Suède, il officie comme gardien titulaire et joue quatre matchs. L'Italie s'incline en demi-finale face à l'Allemagne. 
Avec la sélection olympique, il participe aux Jeux olympiques d'été de 2008. Lors du tournoi olympique organisé en Chine, il ne joue qu'une seule rencontre, le quart de finale perdu face à la Belgique.